# Ralf Wiberg
Ralf Axel Roderich Wiberg, född 12 oktober 1935 i Berlin, död 6 juli 2015 i Harg, Östhammars kommun, var en tysk-svensk målare, tecknare och teckningslärare.
Han var son till folkskolläraren Henry Wiberg och Waltraut Pohl och uppvuxen i Malmö dit han kom under sitt första levnadsår. Wiberg studerade vid Skånska målarskolan 1953–1954 och utbildade sig därefter till teckningslärare vid konstfackskolan i Stockholm 1956–1961 samt genom konststudier under studieresor till Spanien, Frankrike och Berlin. Vid sidan av sitt arbete som teckningslärare var han verksam som konstnär och teaterdekoratör vid Skara skolscen. Han medverkade några gånger i Nationalmuseums utställning Unga tecknare och tillsammans med Bengt Winberg och Kulo Green ställde han ut i Skara 1963. Han har dessutom medverkat i ett flertal grupp- och samlingsutställningar. Bland hans offentliga arbeten märks en målning på Katedralskolan i Skara. Hans konst består av figurer, porträtt och landskap.